# Callidiellum przewalskyi
Callidiellum przewalskyi là một loài bọ cánh cứng trong họ Cerambycidae.